# أل مانينغ
أل مانينغ (بالإنجليزية: Al Manning)‏ هو لاعب اتحاد الرغبي أسترالي، ولد في 14 فبراير 1982.